# エレファント (映画)
『エレファント』（Elephant）は、ガス・ヴァン・サント監督、ジョン・ロビンソン主演、2003年制作のアメリカ映画である。2003年の第56回カンヌ国際映画祭で、最高賞のパルム・ドールと監督賞を同時受賞した（「バートン・フィンク」以来、史上二度目）。R-15指定作品。上映時間81分。

## 概要
1999年4月20日にコロラド州で起きた、世界を震撼させた惨劇・コロンバイン高校銃乱射事件をテーマにしている。同事件をテーマにして、2002年のカンヌで55周年特別賞を受賞したマイケル・ムーア監督兼主演の型破りなドキュメンタリー映画『ボウリング・フォー・コロンバイン』と比較されることも多い。
キャッチコピーは「キスも知らない17歳が銃の撃ち方は知っている」。
プロの役者は3人、しかも“大人”のみである。生徒はすべて、実際の高校生3000人からオーディションで選ばれた。セリフや役どころに彼らの実際の体験や生活を盛り込んであり、役名も彼らの本名である。また台詞はあらかじめ用意した台本に沿うのではなく、現場で作り上げられた為、アメリカの高校の描写にリアル感を生み出している。

## あらすじ
ベートーヴェンの『ピアノソナタ第14番』が流れ、静かに物語の幕が開く。オレゴン州ポートランドのある高校では、その日もいつも通りの平凡な一日のように思われた。
学校に送ってくれた父が酒に酔っていることに気がつき、兄に迎えに来るよう電話するジョン。公園を散歩するパンキッシュなカップルを撮影する写真部員・イーライ。
噂話や母親への愚痴に花を咲かせる3人娘。アメフトの練習後、恋人と待ち合わせるモテモテのネイサン。
しかし高校はおぞましい惨劇の場と化する。『エリーゼのために』を弾きこなすアレックスとエリックの2人の少年が、大量の銃で校長や生徒を次々に銃殺していった。このあまりに残虐なシーンで物語の幕は降りる。

## キャスト
役名、俳優、日本語吹替。
- アレックス - アレックス・フロスト（清田和彦）
- エリック - エリック・デューレン（中谷健太朗）「朗」の自我表記ミスで実際は中谷健太郎
- ジョン・マクファーランド - ジョン・ロビンソン（結城比呂）
- イーライ - イライアス・マッコネル（依田行生）
- ジョーダン - ジョーダン・テイラー（加藤優子）
- キャリー - キャリー・フィンクリー
- ニコル - ニコル・ジョージ
- ブリタニー - ブリタニー・マウンテン
- アケイディア - アリシア・マイルズ
- ミシェル - クリスティン・ヒックス
- ベニー - ベニー・ディクソン
- ネイサン - ネイサン・タイソン
- Mr.ファーランド - ティモシー・ボトムズ

## タイトルの由来
ガス・ヴァン・サント自身も、題名“Elephant”には他にいろいろな含みを持たせている。
- アラン・クラークが1989年にイギリスBBCのために製作し、北アイルランド紛争を描いた同名の映画からタイトルを取った。暴力を描くにあたり、ヴァン・サントもクラーク同様、容易な説明をあえて避けた。10代の若者たちが抱える不安、理解しがたい苛立ちなどと同等のものとして、学校内での暴力を扱っている。
- “Elephant in the room”という慣用句に基づいたもので、これは誰の目にも明らかな大きな問題があるにもかかわらず、それについて誰も語ろうとせずに避けて日常を過ごすとの表現からの引用である。
- 「群盲象を評す」ということわざもあり、これは複数の盲人が一頭の象を触ってみて、象とは如何なる動物かと語ってみた逸話に基づいている。同じ象であっても、足を触った盲人は「木である」と言い、鼻を触れた盲人は「蛇である」と言った。「論ずる対象が同じであっても、その印象も評価も人それぞれに異なる」という意味であり、また「わずか一部分を取り上げたところで、その事象の全てがわかるわけではない」という意味でもあり、「群盲象を模す」「群盲象を撫づ」ともいう。
- カンヌ国際映画祭の会見においてヴァン・サントは、アメリカ共和党の銃規制の方針などと、その党シンボルである象を掛け合わせて、スタッフが題名を考えていたとの逸話も語った。